# Břetislav (syn Břetislava II.)
Břetislav  (30. června 1095? – 8. března po r. 1130) byl syn českého knížete Břetislava II. a Lukarty z Bogenu.
Břetislav byl jediným dítětem Břetislava II. a jeho ženy Lukarty, narodil se 30. června zřejmě roku 1095. Zvláštní je Břetislavovo počínání ohledně nástupnictví. Jeho stejnojmenný syn neměl podle stařešinského právo nárok na trůn. Toto právo ale kníže stejně obešel, když za svého nástupce označil svého mladšího bratra Bořivoje (II.). Nejstarším Přemyslovcem byl v té době Oldřich Brněnský, syn Konráda I. Brněnského. Když v roce 1100 Břetislav II. zemřel, začaly vleklé boje o moc v Čechách, ze kterých vítězně vyšel Bořivoj II.
V letech 1110–1111 se mladý Břetislav účastnil výpravy německého krále Jindřicha V. za císařskou korunou do Říma. V roce 1126 byl na rozkaz českého knížete Soběslava I. uvězněn na hradě Donín. V roce 1129 byl převezen na hrad v Děčíně. 
Poslední zmínka o mladším Břetislavovi je z roku 1130, kdy ho strýc Soběslav I. za spiknutí proti své osobě dal oslepit. Zemřel 8. března neznámého roku a neměl žádné známé potomky. Skončila tak linie mužských potomků Vratislava II. s Adlétou Uherskou.